# Erwin Fuchsbichler
Erwin Fuchsbichler (Kapfenberg, 1952. március 27. –) válogatott osztrák labdarúgó, kapus.

## Pályafutása

### Klubcsapatban
1969-70-ben a Kapfenberger SV labdarúgója volt. 1970 és 1973 között a Rapid Wien csapatában védett és egy osztrák kupa győzelmet szerzett az együttessel. 1974 és 1988 között a VÖEST Linz, 1988-89-ben a Vorwärts Steyr játékosa volt.

### A válogatottban
1978-ban négy alkalommal szerepelt az osztrák válogatottban. Tagja volt az 1978-as argentínai világbajnokságon részt vevő csapatnak.

## Sikerei, díjai
Rapid Wien
- Osztrák kupa
  - győztes: 1972